# Дмитровка (Крыштоповский сельский совет)
Дмитровка (укр. Дмитрівка), село,
Крыштоповский сельский совет,
Близнюковский район,
Харьковская область, Украина.
Код КОАТУУ — 6320683504. Население по переписи 2001 г. составляет 140 (58/82 м/ж) человек.

## Географическое положение
Село Дмитровка находится на левом берегу реки Большая Терновка, на противоположном берегу лежит село Самойловка, примыкает к селу Андреевка.

## История
- 1825 — дата основания.

## Экономика
- В селе есть молочно-товарная и свинотоварная фермы.

## Культура
- Детский сад.
- Школа.
- Клуб.